# Ekonomie doktor
Ekonomie doktor (förkortas ekon.dr), titel för den som disputerat för doktorsexamen (förr doktorsgrad) vid handelshögskola eller universitet och som har en grundutbildning som civilekonom, ekonomie magister eller ekonomie kandidat. Den disputerade kan också välja att istället erhålla titeln filosofie doktor (fil.dr).
Handelshögskolan i Stockholm införde ekonomie doktorstiteln i Sverige år 1946 då Folke Kristensson disputerade inom nationalekonomi (1946-12-14). Hans avhandling bar titeln Studie i de svensk textila industriernas struktur. Opponent var professor Gerhard Törnqvist vid Handelshögskolan. Folke Kristensson kom 1961 att överta Törnqvists professur i företagsekonomi.